# Konstantinos Tsatsos
Konstantinos Tsatsos (grego: Κωνσταντίνος Τσάτσος) (1 de julho de 1899 - 8 de outubro de 1987) foi um diplomata respeitado grego, professor de Direito, acadêmico e político. Serviu como o segundo Presidente da Terceira República Helênica 1975-1980.

## Vida
Ele nasceu em Atenas em 1899. Depois de se formar na Escola de Direito da Universidade Nacional e Kapodistrian de Atenas em 1918, ele ingressou no corpo diplomático. Depois de completar seus estudos de doutorado (1924-1928) em Heidelberg, República de Weimar, Alemanha, ele retornou à Grécia onde se tornou professor de direito em 1933. Em 1940, ele foi preso e exilado por se opor ao regime de 4 de agosto sob o primeiro-ministro de Grécia Ioannis Metaxas. Durante a ocupação do Eixo na Grécia durante a Segunda Guerra Mundial, Tsatsos participou da Resistência Grega e depois fugiu para o Oriente Médio, onde o governo grego exilado estava sentado.
Após o fim da Segunda Guerra Mundial, em 1945 ele retornou à Grécia e entrou na política e tornou-se ministro pela primeira vez, servindo como Ministro do Interior no primeiro gabinete do vice-almirante Petros Voulgaris (8 de abril - 11 de agosto de 1945). Em 1946, quando decidiu participar mais ativamente da política da Grécia, renunciou ao cargo de Universidade Nacional e Kapodistriana de Atenas e depois tornou-se membro do Partido Liberal. Após a formação da União Radical Nacional por Constantine Karamanlis, em 1955 tornou-se membro do partido e um dos colegas mais próximos de Karamanlis, embora, ideologicamente, fosse um liberal de centro e não um conservador.
Ele serviu como membro do parlamento e em vários cargos ministeriais até a junta militar grega de 1967-1974 . Sob o primeiro cargo de Karamanlis (1955-1963), atuou por muitos anos como Ministro da Administração Pública. Após a Metapolitefsi em 1974, ele foi eleito novamente como membro do Parlamento Helênico e tornou - se Ministro da Cultura. Em 1975, foi eleito Presidente da República pelo parlamento. Ele se aposentou após cumprir seu mandato de cinco anos. Ele morreu em 1987 em Atenas. Ele está enterrado no Primeiro Cemitério. Ele foi socorrido por sua esposa, Ioanna née Seferiádou, a irmã do Prêmio Nobel poeta George Seferis que morreu em 2000.

## Tsatsos como um estudioso
Konstantinos Tsatsos foi professor de filosofia do direito desde 1933 desde 1946, quando ingressou na política.
Desde 1962 ele era membro da Academia de Atenas. Seu vasto trabalho de escrita inclui livros de teoria jurídica, pesquisas sobre filosofia e história, bem como obras literárias, poemas, ensaios e traduções de clássicos gregos e romanos antigos. Em 1974, ele presidiu a comissão parlamentar que apresentou o primeiro projeto da nova constituição.

### Escritos sobre teoria jurídica
- O conceito de direito positivo, Heidelberg: Weiss'sche Universitäts-Buchhandlung, 1928 (em alemão)
- O Problema da Interpretação do Direito, Atenas: Sakkoulas, 1978 (em grego)
- O problema das fontes de direito, Atenas: Papadogiannis, 1941 (em grego)
- Introdução à Ciência Jurídica, Atenas: Papazisis, 1945 (em grego)
- Estudos de Filosofia do Direito, Athens: Ikarosa, 1960 (em grego)
- Sociedade e o Direito, em Archive of Philosophy and Positive Sciences (1935) (em grego)
- Lei e sociedade, em Droit, Morale, Moeurs, IIe Annuaire de l'Institut International de Philosophie du Droit et de Sociologie Juridique, Paris, 1936  (em francês)
- Contrato como regra legal, em volume para K. Triantafillopoulos, Atenas, 1959 (em grego)
- Qual é a filosofia do direito?, Em: Archives de Philosophie du Droit 7 (1962) (em francês)

### Pesquisas sobre história e filosofia (traduções)
- A Filosofia Social dos Gregos Antigos, Atenas: Estia, 1962 (em grego)
- Cícero, Atenas: Estia, 1968 (em grego)
- Demóstenes, Atenas: Estia, 1975 (em grego)

### Ensaios
- O Curso de Grego, Atenas: Estia, 1967 (em grego)
- Anátemas e meditações, 4 volumes, Atenas: Estia, 1983-1991 (em grego)
- O mundo moderno, Atenas: Edições dos Amigos, 1992 (em grego)

### Escritos literários
- Palamas, Atenas: Estia, 1966 (em grego)
- Um diálogo sobre poesia - Um diálogo com Giorgos Seferis, Atenas: Estia, 1975 (em grego)